# カステッララーノ
カステッララーノ（伊: Castellarano）は、イタリア共和国エミリア＝ロマーニャ州レッジョ・エミリア県にある、人口約15,000人の基礎自治体（コムーネ）。

## 地理

### 位置・広がり

#### 隣接コムーネ
隣接するコムーネは以下の通り。括弧内のMOはモデナ県所属を示す。
- バイーゾ
- カザルグランデ
- プリニャーノ・スッラ・セッキア (MO)
- サッスオーロ (MO)
- スカンディアーノ
- ヴィアーノ

### 気候分類・地震分類
カステッララーノにおけるイタリアの気候分類 (it) および度日は、zona E, 2383 GGである。
また、イタリアの地震リスク階級 (it) では、zona 2 (sismicità media) に分類される。

## 行政

### 分離集落
カステッララーノには以下の分離集落（フラツィオーネ）がある。
- Cà de Fii, Ca' de Grimaldi, Ca' de Ravazzini, Cadiroggio, Case Ferri, Castello La Croce, Farneto di Sotto, Le Ville, Malee, Montebabbio, Pradivia, Roteglia, San Valentino, Scuole, Telarolo, Tressano